# Мартинсвил (Вирџинија)
Мартинсвил (енгл. Martinsville) град је у америчкој савезној држави Вирџинија. По попису становништва из 2010. у њему је живело 13.821 становника.

## Демографија
Према попису становништва из 2010. у граду је живело 13.821 становника, што је 1.595 (10,3%) становника мање него 2000. године.
|                   | 2010.           | 2000.           |
| Укупно            | 13 821 (100,0%) | 15 416 (100,0%) |
| Белци             | 6 707 (48,53%)  | 8 336 (54,07%)  |
| Афроамериканци    | 6 213 (44,95%)  | 6 559 (42,55%)  |
| Хиспаноамериканци | 552 (3,994%)    | 358 (2,322%)    |
| Остали            | 220 (1,592%)    | 91 (0,590%)     |
| Азијати           | 129 (0,933%)    | 72 (0,467%)     |